# 八王子市立高尾山学園
八王子市立高尾山学園（はちおうじしりつ たかおさんがくえん）は、東京都八王子市館町にある小中一貫教育校である。公立としては国内で初めての、情緒的要因による不登校児童・生徒を対象とした学校である。学びの多様化学校（いわゆる不登校特例校）に指定されている。

## 概要
本学は「学校という環境で再度生きることをやり直してみたい」という子どもたちの希望をかなえることを目標にしている。他の学校にはない「居心地の良さ」や「自由さ」があり、「学校が楽しくない」「学校に行きたくない」と多くの苦しみや傷を負ったとしてもやり直せるような登校しやすい物理的・心理的環境の提供を心掛けている。したがって科目学習だけではなく、種々の遊びや安心できる大人や子どもたちとの人間関係を通して、安心して過ごせる快適な環境を子どもたち自ら状況に応じて選択できることを特色としている。　

### 入学対象者
特別支援学校（学級）や矯正施設（学校）とは全く別のコンセプトで設置された教育機関である。「病気や経済的な理由」を除いて年間30日以上欠席しており、八王子市内在住の不登校の児童・生徒など情緒的要因によるを対象とした学校である。いわゆる非行や怠学傾向、発達障害による一次的な不登校のケースの子どもたちで、就学検討委員会において当学園への就学が適当であると判定された子どもが対象である（他の区市町村から転学を希望する場合は、本市に転居後、市の小中学校に在籍したのちに適応指導教室「やまゆり」を経て転学となる）

### 学級規模
- 小学部生徒数は1学年0名、2学年0名、3学年0名、
4学年3名、5学年1名、6学年10名　合計14名
- 中学部生徒数は1学年21名、2学年30名、3学年45名　合計96名（令和5年1月1日現在）[6]
- 教員数・職員数　小学部教員数8名[7]、中学部教員数18名、職員数1名[8]。

## 沿革
- 2003年（平成15年）4月21日 - 「不登校児童・生徒のための体験型学校特区」に認定。
- 2004年（平成16年）4月1日 - 殿入小学校跡地に八王子市立高尾山学園開校[2]。
- 2005年（平成17年）7月 - 文部科学省教育特区認可事業に八王子市立高尾山学園指定。

## 特色ある教育活動
- 人とのかかわり
  - SSP（Social Skills up Program）や地域との交流等。
  - ものづくりの他、多彩な体験のための講座学習　図工・美術・理科・体験講座等における多様な活動。
- 基礎学力
  - コース別授業・T.T.・高尾タイム・指導補助員による支援等。
- 相談活動
  - スクールカウンセラーや心理相談員など臨床心理士を中心とした教育相談体制、チューター制度等。
- 特別支援教室の設置
  - 本校に通う生徒の児童・生徒ための個別学習や自立活動を行う「きよたき教室」[2][9]。
- 朝読書
  - 10分間静かに読書に取り組む。小説だけでなく、雑誌やマンガでも許可している。
- 9時30分のスタート
  - この時間に登校できなくても、自分のペースで登校[3]。

## 教育目標
- 気持ちを感じあえる人になろう。
- 自分を伸ばせる人になろう。
- 自信をもてる人になろう。

## 教職員体制
- 正規の学校教職員ほか、体験活動のための講師などによる充実した指導体制。
- プレイルーム指導員、スクールカウンセラー、市の心理相談員などによる支援体制。
- 指導補助員を活用したチーム・ティーチングによる少人数指導（指導補助員が、お兄さん・お姉さん的な良き理解者の立場から子どもたちの良き理解者として接し、時には相談相手となり子どもの気持ちに寄り添う）[2]。

## クラブ活動

### 運動系
- サッカー
- バドミントン
- バスケットボール
- 硬式テニス
- 卓球
- ラクロス
- 野球

### 文化系
- 音楽
- 家庭科
- 美術
- アイドル研究

## 給食制度
- 八王子市の学校給食センターから配膳を受けている[11]。

## 卒業後の進路
- 学園の経験を生かして生徒と保護者、教員が一緒に相談しながら、その子にとって何が良いかを考えて進路を決めている。
- 高等学校、あるいは資格や技術の習得を目指して専修学校・専門学校、通信制・サポート校、あるいは就職など、様々な道がある。本学の登校率は約70％、進学率は95％超である[4]。

## 周辺施設
学校周辺は豊かな自然に囲まれたUR都市再生機構館ヶ丘団地。学校近くには大学病院、大学のキャンパス、コンビニなどが所在する。
- 拓殖大学八王子国際キャンパス
- 法政大学多摩キャンパス
- 穎明館 - 中高一貫教育の私立校の学校。
- 東京都立翔陽高等学校 - 都立館高校（2004年3月閉校）跡地に開校した。
- 八王子市立看護専門学校
- 八王子市立館小中学校 - 小中一貫校で、上館小学校と殿入小学校が統廃合。
- 東京医科大学八王子医療センター
- ファミリーマート秀栄館町店
- BIG-A館ヶ丘団地店 - スーパー
- 大戸緑地 - 都立公園。団地脇の「館町清掃工場入口・恋路」交差点から、ハイキングコースが延びる。
- 八王子市立殿入中央公園スポーツセンター - 近郊の小学校の主たる遠足場所。
- 八王子館町郵便局

## アクセス
- JR中央線・京王高尾線の高尾駅（南口）から京王バス「館ヶ丘団地」「医療センター経由館ヶ丘団地」行き乗車で10分[2]、「頴明館高校前」停留所下車1分。